# Оголене сонце
«Ого́лене со́нце» (англ. The Naked Sun, 1956) — науково-фантастичний роман, детектив американського письменника Айзека Азімова, продовження «Сталевих печер». Книга була вперше опублікована в 1956 році.

## Сюжет
Детектива Іллю Бейлі запрошують в один із зовнішніх світів — Солярію, де сталося загадкове вбивство.
Книга фокусується навколо незвичайних традицій і культури суспільства планети Солярії.
Планета має строго контрольовану чисельність населенням у двадцять тисяч, і більше ніж десять тисяч роботів на кожну людину.
Солярія відрізняється ізольованістю жителів один від одного.
Люди від народження вчаться зневажати особистий контакт. Вони живуть у величезних маєтках, поодинці або чоловіком із дружиною.
З дитинства люди ростуть в оточенні роботів, дорослими людьми особисті контакти сприймаються як щось непристойне і є дуже важким випробуванням.
Комунікації між людьми здійснюються за допомогою голографічної технології телеприсутності.
Навіть чоловік з дружиною бачаться за розкладом, що робить вбивство неймовірним.
Непідготовленість жителів до розслідування вбивства змушує їх погодитися з пропозицією запросити землянина. Разом із Іллею Бейлі доктор Хан Фастольф підключає до розслідування людиноподібного робота Р. Деніела Оліво.
Зрештою, ми дізнаємося, що сусід вдови Гледії Дельмар роботехнік Джотан Лібег працював у напрямку підриву нездатності роботів убити людину. Це було досягнуто розумінням слова «свідомо» в тексті трьох законах робототехніки. Він використовував ці знання, щоб викликати смерть чоловіка Гледії, бо її чоловік був проти його планів по зміненню роботів.
Ключем методики Лібега є те, що робот не може свідомо вбивати людину або свідомо дозволити людині прийти до шкоди. Але, якщо робот не знає, що своїми діями заподіє шкоду, то він не буде зупинений законами робототехніки.
Майбутнім наслідком, як було зазначено Іллею, було б удосконалення методики до того, що роботи можуть бути використані у космічній війні з людьми.
Лібег вбиває себе, при спробі взяти його під варту, через страх особистого контакту з людиною. Іронія полягає в тому, що «людиною» якої він боявся, був робот Даніел Оліво.
Після того, як розслідування вбивства успішно завершено, Бейлі повертається на Землю героєм.
Ілля розуміє кращу перспективу землян перед соляріанцями, оскільки земляни досягають більшого завдяки своїй співпраці. Інформація, яку він надає, має неоціненне значення для уряду, який передбачує падіння світів спейсерів.
Під час розслідування Іллі потрібно весь час переборювати, притаманний всім жителям перенаселеної Землі, страх відкритих просторів, який є протилежністю страхові особистих контактів у жителів малонаселеної Солярії. Що призводить його до розуміння неправильності способу життя обох світів і підтримки ідеї галактичної експансії.